# Dimili
Die Dimilî, Dunbulî oder Dumbulî sind ein kurdischer Stamm in Nord- und Zentralkurdistan, deren Mitglieder je nach Region unterschiedliche Sprachen sprechen. Die Dimili stammen laut der Scherefname aus der Region Botan (heute in etwa Provinz Şırnak) und verbreiteten sich dann zwischen dem Urmiasee und dem Vansee. Weil sie aus Botan kamen, wurden sie in der Scherefname auch Dunbulîye Boxtî (dt.: Die Dunbulî aus Botan) genannt.
Zu Zeiten der Aq Qoyunlu hatten die Dimili in ihrer Region wichtige Ämter inne und stiegen unter den Safawiden zu Gouverneuren der westiranischen Provinzen auf.

## Sprache
Dimilî wird in der Linguistik als Synonym für Zazaisch benutzt, da die Dimili in der Provinz Şanlıurfa Zazaisch sprechen. Im Nordirak und Erzurum dagegen sprechen sie das Kurmandschi. Die Lage in der Provinz West-Aserbaidschan sieht dagegen ganz anders aus, die dort lebenden schiitischen Dimilî sind laut Wladimir Fjodorowitsch Minorski seit dem 18. Jahrhundert sprachlich assimiliert und sprechen gegenwärtig nur noch Türkisch.

## Religion
Laut Şerefhan waren die Dimilî ursprünglich Jesiden, die zum Islam übergetreten waren. Folglich sind die Dimilî im Nordirak heute noch Jesiden, während die in West-Aserbaidschan sich zum Schiitentum bekennen. Über die schafiitische Dimilî-Kurden in Nordkurdistan meint Martin van Bruinessen, dass sie äußert orthodox sind und sogar die Hanafiten als Ungläubige bezeichnen.